# Lucius Cary (6e vicomte Falkland)
Pour les articles homonymes, voir Lucius Cary (homonymie) et Cary.
Lucius Henry Cary, 6e vicomte Falkland (27 août 1687 - 31 décembre 1730) est un pair écossais et jacobite. 

## Biographie
Il est le fils d'Edward Cary (1656-1692), de Caldicot, Monmouthshire, et de sa femme Anne, la fille aînée de Charles Lucas, 2e baron Lucas. En 1694, il devient vicomte Falkland à la mort de son cousin au troisième degré, Anthony Cary (5e vicomte Falkland). 
Tôt dans la vie, son tuteur engage des procès en son nom pour obtenir le domaine de Stanwell, Middlesex. À la mort de John Cary, son cousin, en 1686, il laisse ce domaine en fiducie à sa petite-nièce, Elizabeth Willoughby, à condition qu'elle épouse Lord Guilford dans les trois ans de sa mort; l'héritage devait autrement aller au 5e vicomte et à ses héritiers, puis à Edward Cary et ses héritiers. Les administrateurs d'Elizabeth parviennent à un accord avec Falkland et Edward Cary pour lui permettre de profiter de la succession à titre viager, malgré son échec à épouser Lord Guilford, et elle épouse ensuite James Bertie. Cependant, l'accord prend fin à la mort d'Edward Cary et de Falkland, et le tuteur de Lucius se pourvoit en justice à la Cour de chancellerie, qui statue en sa faveur, pour obtenir la succession. Les Berties font appel à la Chambre des Lords et obtiennent un compromis qui donne à Elizabeth un usufruit à vie sur le domaine, avec réversion pour Lucius. 
Le 5 octobre 1704, il épouse Dorothy Molyneux (décédée le 26 juin 1722) à Chiswick, Middlesex. Ils ont quatre fils et deux filles: 
- Lucius Charles Cary, 7e vicomte Falkland
- George Cary (décédé le 11 avril 1792), épouse Isabella (décédée en 1799), fille d'Arthur Ingram de Barrowby
- Leeke Cary (décédé le 20 mars 1729/30), décédé à Cadix
- Henry John Cary (bap.21 janvier 1716/7)
- Frances Cary (bap.12 janvier 1718/9 - enterrée. 14 janvier 1718/9)
- Dorothy Cary (bur. 9 février 1719/20)

Il sert sous le général James Stanhope en Espagne, mais après la mort de la reine Anne, il devient jacobite, devenant un agent du vieux prétendant, sous les ordres d'Arthur Dillon, le comte Dillon. 
Il hérite de Stanwell à la mort d'Elizabeth Bertie en 1715, mais le vend en 1720 à John Murray (2e comte de Dunmore). 
Il est envoyé en Angleterre, déguisé, en juillet 1722 pour sonder les chefs jacobites anglais conjointement avec le complot d'Atterbury. De retour à la cour du prétendant à Rome, il est créé comte de Falkland dans la pairie jacobite en récompense. À cette époque, il semble également avoir été le patron de James Ogilvie, qui a préparé la première traduction anglaise de l'histoire civile du royaume de Naples de Pietro Giannone. Il retourne vivre à la cour jacobite de Saint-Germain-en-Laye et épouse la fille du comte Dillon, Laura (1708-1741). Ils ont une fille: 
- Lucy Cary (c.1728 - 7 février 1804), épouse le lieutenant-général Charles Edward de Rothe (1710-1766), commandant d'un régiment irlandais au service français

Il est mort à Paris en 1730 et est enterré à l'église de Saint-Sulpice. Il est remplacé par son fils aîné Lucius. 